# Bojan Krkić
Bojan Krkic Pérez (sinh ngày 28 tháng 8 năm 1990 ở Linyola, Lleida, Catalonia) thường được biết tới cái tên Bojan, là cựu cầu thủ bóng đá người Tây Ban Nha.
Anh bắt đầu sự nghiệp của mình từ câu lạc bộ Barcelona và là cầu thủ Barcelona trẻ nhất có trận ra mắt tại La Liga và UEFA Champions League.

## Sự nghiệp

### Giai đoạn đầu
Bojan Krkic được sinh ra ở Tây Ban Nha với bố là người Serbia (Bojan Krkić, Sr., một cựu cầu thủ của câu lạc bộ Red Star Belgrade) và mẹ là người Tây Ban Nha. Anh đã chơi cho đội trẻ Barca từ năm 1999 tới 2006, ghi khoảng 500 bàn. Bojan ký hợp đồng chuyên nghiệp cùng Barca năm anh 17 tuổi. Krkic chơi trận đầu tiên cho Barcelona vào ngày 24 tháng 4 năm 2007, ghi 1 bàn trong trận giao hữu thắng Al-Ahli 4-0. Sau trận đấu, huấn luyện viên Frank Rijkaard phát biểu: "Tôi rất hài lòng màn trình diễn của Bojan Krkić, đặc biệt là bàn thắng từ cú dứt điểm mẫu mực của cậu ấy."

### Barcelona

#### Mùa giải 2007-2008
Vào ngày 16 tháng 9 năm 2007 (ở tuổi 17 và 19 ngày), Bojan có trận đấu chính thức đầu tiên cho FC Barcelona gặp Osasuna, thay Giovani dos Santos ở phút 78 và phá vỡ kỉ lục của Lionel Messi để trở thành cầu thủ trẻ nhất của FC Barcelona từng ra sân ở trận đấu thuộc La Liga. 3 ngày sau, anh có trận đấu đầu tiên tại UEFA Champions League trong trận gặp Olympique Lyonnais, khi vào sân thay Messi ở phút 88. Ở 17 tuổi 22 ngày, anh đã trở thành cầu thủ trẻ nhất của Barcelona thi đấu tại Champions League. Anh có trận đấu thứ 2 tại Champions League vào ngày 2 tháng 10, khi vào sân thay thế Ronaldinho ở phút 88 trong trận gặp VfB Stuttgart.
Vào ngày 20 tháng 10 năm 2007 (ở tuổi 17 và 53 ngày), Bojan đã ghi bàn rút ngắn tỷ số xuống còn 2-1 cho Barca trong trận đấu với Villareal và đưa anh tiếp tục đi vào lịch sử Barca như là cầu thủ trẻ nhất ghi được bàn thắng trong trận đấu tại La Liga. Tuy nhiên, trận đấu đó, Barca đã để thua 2-1. Ngay sau trận đấu, Bojan phát biểu: "Dĩ nhiên là tôi vui mừng bởi mình đã có bàn thắng đầu tiên cho Barca tại Liga. Nhưng niềm vui của tôi thực sự không trọn vẹn bởi đội bóng của tôi đã bại trận.
Bojan có được bàn thắng đầu tiên tại đấu trường Champions League vào ngày 1 tháng 4 năm 2008 (17 tuổi và 215 ngày) trong trận đấu với đội bóng Đức Schalke 04. Đây cũng là bàn thắng duy nhất của trận tứ kết lượt đi, đưa anh trở thành cầu thủ đầu tiên sinh trong thập niên 1990 ghi bàn tại Champions League và đưa anh trở thành cầu thủ trẻ thứ hai trong lịch sử ghi bàn tại giải đấu này. Kỉ lục người ghi bàn trẻ nhất đang thuộc về cầu thủ người Ghana Peter Ofori-Quaye, người ghi bàn thắng cho Olympiakos khi 17 tuổi 195 ngày vào ngày 1 tháng 10 năm 1997. Huấn luyện viên Rijkaard tiếp tục khen ngợi anh:"Tôi rất hài lòng về màn trình diễn của Bojan...Điều quan trọng là cậu ấy vẫn không đánh mất sự khiêm tốn và đang tiếp tục phấn đấu. Thực sự, việc quan sát cậu ấy trưởng thành là một niềm vui đối với tôi.
Bojan kết thúc mùa giải với kỉ lục 10 bàn, phá vỡ kỉ lục của tiền đạo đàn anh Raúl González về số bàn thắng ghi được trong mùa giải đầu tiên.

#### Mùa giải 2008-09

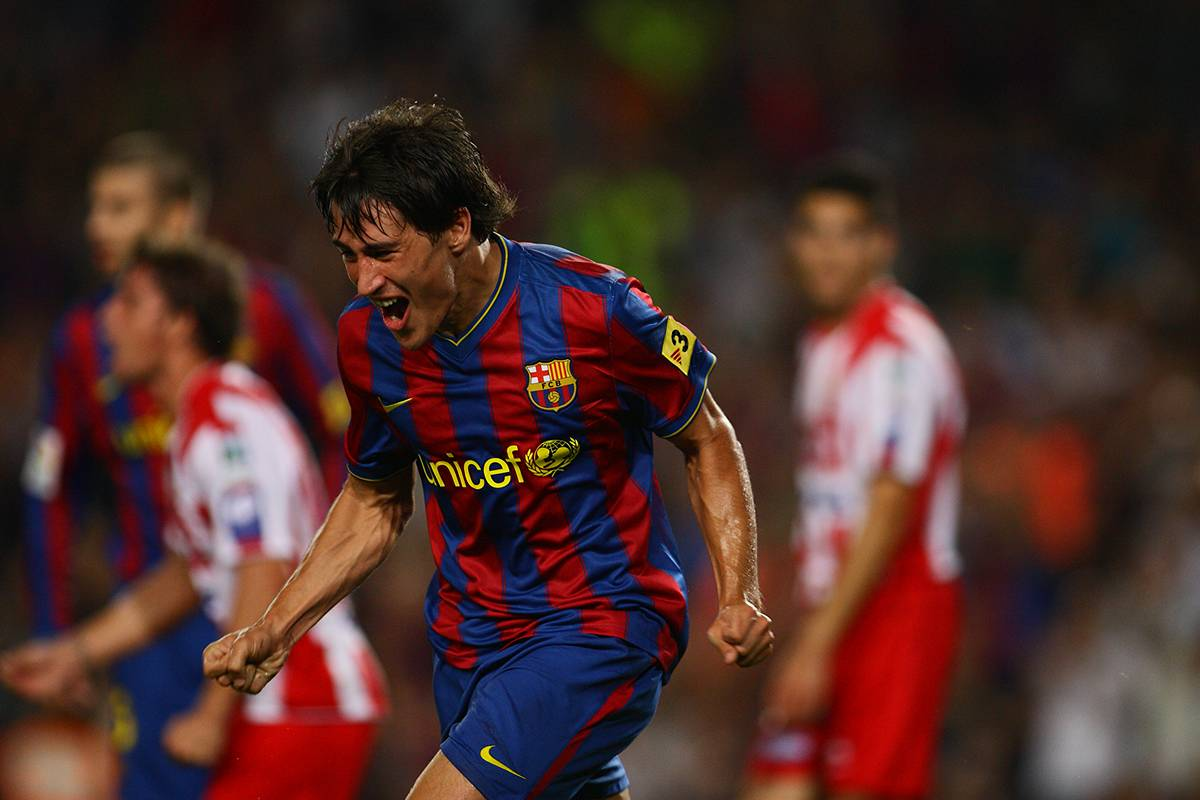
Bojan ăn mừng bàn thắng ghi được trong trận đấu với Sporting Gijon tại sân Nou Camp

Với sự ra đi của Gianluca Zambrotta, Bojan được trao lại chiếc áo số 11. Sau 14 trận đấu (trong đó có 13 trận vào sân từ băng ghế dự bị), anh đã kết thúc cơn khát bàn thắng khi ghi bàn vào lưới Almería trong chiến thắng 2-0 của Barca. Mặc dù phong độ có đi xuống so với mùa giải trước, Bojan vẫn góp công vào cú ăn ba của đội bóng xứ Catalan trong đó có 5 bàn ở Copa del Rey, đặc biệt là bàn thắng vào lưới Athletic Bilbao trong trận chung kết .
Ba bàn thắng của Bojan qua 10 trận tại Champions League giúp anh xếp trong nhóm 6 (cùng 3 bàn) những cầu thủ ghi bàn nhiều nhất tại giải đấu. Bojan có trận đấu thứ 100 cho Barcelona ở trận gặp Athletic Bilbao tại La Liga sau khi vào thay Lionel Messi.

#### Mùa giải 2009-10
Bojan có được bàn thắng đầu tiên tại La Liga 2009-10 trong trận đấu với Sporting de Gijón bằng bàn mở tỉ số từ phút 18. Barca thắng chung cuộc 3-0. Tuy nhiên, sau trận đấu đó, anh dính chấn thương đầu gối và phải nghỉ thi đấu 3 tuần. Ngày 10 tháng 11]], anh lập cú đúp trong trận thắng 5-0 của Barca trước Cultural Leonesa tại vòng 2 Copa del Rey.
Ngày 11 tháng 1 năm 2010, trong chiến thắng 5-0 của Barca trước Tenerife, tuy không ghi được bàn nào, Bojan lại được Messi, người lập được hat-trick tri ân: "Cậu ấy đã thi đấu tốt trước Tenerife khi đều kiến thiết trong cả ba bàn thắng của tôi. Tôi hãnh diện được thi đấu bên cạnh Bojan, cậu ấy xứng đáng với những lời ngợi ca."
Bojan có bàn thắng đầu tiên tại UEFA Champions League 2009-10 với bàn ấn định tỉ số 4-0 trong trận lượt về vòng 1/8 với VfB Stuttgart sau đường chọc khe của Zlatan Ibrahimovic. Ngày 4 tháng 4, anh lập được cú đúp trong chiến thắng 4-1 trước Athletic Bilbao tại La Liga.

#### Mùa giải 2010-11
Đầu mùa giải 2010-11, Bojan đã chuyển sang khoác áo số 9 của Zlatan Ibrahimovic sau khi tiền đạo này chuyển sang AC Milan. Ngày 20 tháng 11, anh có bàn thắng đầu tiên trong mùa giải khi lập cú đúp trong chiến thắng 8-0 trước Almería.

### AS Roma
Ngày 22 tháng 7 năm 2011, Barcelona đã đồng ý để Bojan đến A.S. Roma với bản hợp đồng chuyển nhượng trị giá 12 triệu euro. Tuy nhiên, hợp đồng này có một điều khoản rằng Barcelona có quyền mua lại Bojan với mức giá 13 triệu euro sau khi kết thúc mùa bóng 2012-13. Nếu Roma vẫn muốn giữ chân Bojan vào thời điểm đó, họ sẽ phải bỏ ra 40 triệu euro để phá vỡ thỏa thuận trên.

### AC Milan
Ngày 29 tháng 8 năm 2012, Bojan gia nhập Milan theo hợp đồng cho mượn có thời hạn một năm từ Roma. Barcelona sau đó đã thông báo việc chuyển nhượng này sẽ không ảnh hưởng đến thỏa thuận mua lại giữa Roma và họ. Tuy nhiên, Giám đốc Điều hành Milan Adriano Galliani tuyên bố hợp đồng mới này cho phép Milan có quyền mua lại Krkić sau khi hết mùa giải, nhưng Barcelona vẫn có quyền mua lại. Bojan có trận đấu đầu tiên cho Milan ngày 1 tháng 9, vào sân từ băng ghế dự bị trong chiến thắng 3-1 trước Bologna F.C. 1909. Anh ghi bàn thắng đầu tiên cho Milan vào ngày 3 tháng 11 năm 2012 với Chievo.

### Ajax Amsterdam
Ngày 6 tháng 7 năm 2013, Ajax Amsterdam thông báo đã đạt được thỏa thuận mượn Bojan có thời hạn một năm và được quyền gia hạn thêm một năm nữa. Ngày 8 tháng 5 năm 2014, Ajax tuyên bố không kéo dài hợp đồng với Bojan và anh trở về Barcelona, với 5 bàn trên tổng số 32 trận đấu tại các giải đấu cho Ajax, cùng câu lạc bộ này giành chức vô địch Giải vô địch bóng đá Hà Lan lần thứ tư liên tiếp.

### Stoke City
Ngày 22 tháng 7 năm 2014, Bojan đã ký hợp đồng có thời hạn bốn năm với câu lạc bộ tại Premier League là Stoke City với phí chuyển nhượng không được tiết lộ.

## Sự nghiệp đội tuyển quốc gia
Tên tuổi của Bojan Krkic bắt đầu nổi lên sau khi anh tham dự giải vô địch U17 thế giới vào năm 2007 ở Hàn Quốc, giải đấu mà anh trở thành vua phá lưới với 5 bàn. Ở giải đó, anh là thành phần chủ chốt của đội U17 Tây Ban Nha, giúp đội tuyển vào chung kết và thua U17 Nigeria. Trận đó, Bojan đã không thể ra sân do bị treo giò bởi thẻ đỏ ở trận bán kết gặp U17 Ghana.
Bojan còn cùng đội U21 Tây Ban Nha tham dự giải U21 châu Âu tổ chức ở Thụy Điển. Tuy nhiên, giải đó đội U21 Tây Ban Nha của Krkic đã không thi đấu thành công và bị loại từ vòng bảng.
Anh đã từ chối lời gọi vào đội tuyển bóng đá quốc gia Serbia để chọn đội tuyển bóng đá quốc gia Tây Ban Nha. Vào ngày 1 tháng 2 năm 2008, Bojan được huấn luyện viên Luis Aragonés triệu tập vào đội tuyển chuẩn bị cho trận gặp đội tuyển bóng đá quốc gia Pháp. Bojan đã có cơ hội để trở thành cầu thủ trẻ nhất từng ra sân cho đội tuyển ở tuổi 17, 5 tháng và 9 ngày, đánh bại kỷ lục của Ángel Zubieta khi ở tuổi 17 và 9 tháng đã được tồn tại trong 70 năm. Tuy nhiên, Bojan đã bị chấn thương và không thể ra sân.
Anh có trận ra mắt cho đội tuyển vào ngày 10 tháng 9 năm 2008 (ở tuổi 18 và 13 ngày) dưới Triều đại Vicente del Bosque gặp đội tuyển bóng đá quốc gia Armenia, khi anh vào sân ở 10 phút cuối thay Santi Carzola.
Ngày 23 tháng 3 năm 2023, Bojan Krkić chính thức giã từ sự nghiệp thi đấu quốc tế sau 17 năm thi đấu chuyên nghiệp.

## Thống kê sự nghiệp

### Câu lạc bộ
| Câu lạc bộ      | Mùa giải       | Giải đấu            | Giải đấu | Giải đấu | Cúp quốc gia | Cúp quốc gia | Cúp liên đoàn | Cúp liên đoàn | châu Âu | châu Âu | Khác | Khác | Tổng cộng | Tổng cộng |
| Câu lạc bộ      | Mùa giải       | Hạng                | Trận     | Bàn      | Trận         | Bàn          | Trận          | Bàn           | Trận    | Bàn     | Trận | Bàn  | Trận      | Bàn       |
| --------------- | -------------- | ------------------- | -------- | -------- | ------------ | ------------ | ------------- | ------------- | ------- | ------- | ---- | ---- | --------- | --------- |
| Barcelona B     | 2006–07        | Segunda División B  | 22       | 10       | —            | —            | —             | —             | —       | —       | —    | —    | 22        | 10        |
| Barcelona B     | Tổng cộng      | Tổng cộng           | 22       | 10       | —            | —            | —             | —             | —       | —       | —    | —    | 22        | 10        |
| Barcelona       | 2007–08        | La Liga             | 31       | 10       | 8            | 1            | —             | —             | 9       | 1       | —    | —    | 48        | 10        |
| Barcelona       | 2008–09        | La Liga             | 23       | 2        | 9            | 5            | —             | —             | 10      | 3       | —    | —    | 42        | 10        |
| Barcelona       | 2009–10        | La Liga             | 23       | 8        | 4            | 2            | —             | —             | 6       | 1       | 3    | 1    | 36        | 12        |
| Barcelona       | 2010–11        | La Liga             | 27       | 6        | 5            | 1            | —             | —             | 3       | 0       | 2    | 0    | 37        | 7         |
| Barcelona       | Tổng cộng      | Tổng cộng           | 104      | 26       | 26           | 9            | —             | —             | 28      | 5       | 5    | 1    | 163       | 39        |
| Roma            | 2011–12        | Serie A             | 33       | 7        | 2            | 0            | —             | —             | 2       | 0       | —    | —    | 37        | 7         |
| Milan (mượn)    | 2012–13        | Serie A             | 19       | 3        | 2            | 0            | —             | —             | 6       | 0       | —    | —    | 27        | 3         |
| Barcelona       | 2013–14        | La Liga             | 0        | 0        | 0            | 0            | —             | —             | 0       | 0       | 0    | 0    | 0         | 0         |
| Ajax (mượn)     | 2013–14        | Eredivisie          | 24       | 4        | 3            | 1            | —             | —             | 4       | 0       | 1    | 0    | 32        | 5         |
| Stoke City      | 2014–15        | Premier League      | 16       | 4        | 1            | 1            | 1             | 0             | —       | —       | —    | —    | 18        | 5         |
| Stoke City      | 2015–16        | Premier League      | 27       | 7        | 1            | 0            | 3             | 0             | —       | —       | —    | —    | 31        | 7         |
| Stoke City      | 2016–17        | Premier League      | 9        | 3        | 1            | 0            | 1             | 0             | —       | —       | —    | —    | 11        | 3         |
| Stoke City      | 2017–18        | Premier League      | 1        | 0        | 0            | 0            | 1             | 0             | —       | —       | —    | —    | 2         | 0         |
| Stoke City      | 2018–19        | Championship        | 21       | 1        | 0            | 0            | 2             | 0             | —       | —       | —    | —    | 23        | 1         |
| Stoke City      | Tổng cộng      | Tổng cộng           | 74       | 15       | 3            | 1            | 8             | 0             | —       | —       | —    | —    | 85        | 16        |
| Stoke City U23  | 2016–17        | —                   | —        | —        | —            | —            | —             | —             | —       | —       | 1    | 1    | 1         | 1         |
| Mainz 05 (mượn) | 2016–17        | Bundesliga          | 11       | 1        | 0            | 0            | —             | —             | —       | —       | —    | —    | 11        | 1         |
| Alavés (mượn)   | 2017–18        | La Liga             | 13       | 0        | 2            | 1            | —             | —             | —       | —       | —    | —    | 15        | 1         |
| Montreal Impact | 2019           | Major League Soccer | 8        | 3        | 2            | 0            | —             | —             | —       | —       | —    | —    | 10        | 3         |
| Montreal Impact | 2020           | Major League Soccer | 17       | 4        | 0            | 0            | —             | —             | 2       | 0       | —    | —    | 19        | 4         |
| Montreal Impact | Tổng cộng      | Tổng cộng           | 25       | 7        | 2            | 0            | —             | —             | 2       | 0       | —    | —    | 29        | 7         |
| Vissel Kobe     | 2021           | J1 League           | 6        | 1        | 0            | 0            | 0             | 0             | 0       | 0       | —    | —    | 6         | 1         |
| Vissel Kobe     | 2022           | J1 League           | 14       | 0        | 3            | 0            | 0             | 0             | 3       | 0       | —    | —    | 20        | 0         |
| Vissel Kobe     | Tổng cộng      | Tổng cộng           | 20       | 1        | 3            | 0            | 0             | 0             | 3       | 0       | —    | —    | 26        | 1         |
| Tổng sự nghiệp  | Tổng sự nghiệp | Tổng sự nghiệp      | 345      | 74       | 43           | 12           | 8             | 0             | 45      | 5       | 7    | 2    | 433       | 93        |

### Đội tuyển quốc gia
| Đội tuyển quốc gia | Mùa giải  | Trận | Bàn |
| ------------------ | --------- | ---- | --- |
| Tây Ban Nha        | 2008      | 1    | 0   |
| Tổng cộng          | Tổng cộng | 1    | 0   |

## Danh hiệu

### Câu lạc bộ

#### Barcelona
- La Liga (3):2008–09, 2009–10, 2010–11
- Copa del Rey (1): 2008–09
- Supercopa de España (2): 2009, 2010
- UEFA Champions League (2):2008–09, 2010–11
- UEFA Super Cup (1): 2009
- FIFA Club World Cup (1): 2009

#### Ajax
- Eredivisie (1): 2013–14
- Cúp Johan Cruyff (1): 2013

### Quốc tế
- Giải U17 châu Âu: 2007
- Giải U17 châu Âu: 2006 (hạng 3)

### Cá nhân
- Giải vô địch bóng đá U-17 thế giới 2007: Quả bóng đồng, Chiếc giày đồng
- Don Balón Award cho cầu thủ tiến bộ nhất năm 2008